# Frank Meyer
Frank Straus Meyer ( /ˈmaɪ.ər/; 9 de mayo de 1909-1 de abril de 1972) fue un  filósofo estadounidense y activista político conocido por su teoría del «fusionismo», una filosofía política que une elementos del libertarismo y  tradicionalismo en una síntesis filosófica que se postula como la definición de conservadurismo americano moderno. La filosofía de Meyer se presentó en dos libros, principalmente "En defensa de la libertad: un credo conservador" (1962) y también en una colección de sus ensayos, "La corriente principal conservadora" (1969). El fusionismo ha sido resumido por E. J. Dionne, como "utilizar medios libertarios en una sociedad conservadora para fines tradicionalistas".

## Vida personal
Meyer nació en una prominente familia de ascendencia empresarial en Newark, Nueva Jersey, el hijo de Helene (Straus) y Jack F. Meyer. Asistió a la Universidad de Princeton durante un año y luego se trasladó a Balliol College en Oxford, donde obtuvo su B.A. en 1932 y su maestría en 1934. Más tarde estudió en la London School of Economics y se convirtió en el presidente del sindicato de estudiantes antes de ser expulsado y deportado en 1933 por su activismo comunista.
Como varios de los editores principales fundadores de la revista  National Review , Meyer fue primero un miembro del Partido Comunista de EE. UU. antes de convertirse al conservadurismo político. Sus experiencias como comunista se relatan en su libro "The Moulding of Communists: The Training of Communist Cadre" en 1961. Comenzó una "reconsideración agonizante de sus creencias comunistas" después de haber leído el libro del liberal clásico F.A. Hayek, Camino de servidumbre, mientras sirvió en el ejército durante la Segunda Guerra Mundial, e hizo una ruptura completa en 1945, después de 14 años en el servicio de liderazgo activo del Partido Comunista y su causa. Después de la guerra, contribuyó con artículos a la primera publicación periódica de Free Market y The Freeman, y más tarde se unió al equipo original de "National Review" en 1955.
Después de completar su giro a la derecha, Meyer se convirtió en un consejero cercano y confidente de William F. Buckley, Jr., el fundador y editor de  National Review , quien, en la introducción al libro de Buckley ¿Alguna vez viste un sueño caminando?: el pensamiento conservador americano en el siglo XX (1970), le dio a Meyer el crédito por sintetizar adecuadamente las tendencias tradicionalistas y libertarias del conservadurismo americano, comenzando por la propia revista. Meyer escribió una columna "Principios y herejías", que apareció en cada número de la revista; fue su editor de reseñas de libros; y actuó como portavoz principal de sus principios.
Meyer se casó con la ex Elsie Bown. Tuvieron dos hijos, John Cornford Meyer, un abogado, y luego Eugene Bown Meyer, quien se convirtió en presidente de la Sociedad Federalista. Ambos hijos ostentan títulos internacionales de ajedrez. John es un Maestro de la FIDE, y Eugene tiene el rango de Maestro internacional, justo debajo de  Gran maestro.
Meyer se convirtió al catolicismo justo antes de morir de cáncer de pulmón en 1972.
Meyer era conocido en los círculos conservadores y libertarios por su estilo de vida nocturno. Buckley y otros han recordado en Miles Gone By: A Literary Autobiography que Meyer dormía en el día y hablaba por teléfono por la noche en nombre de su periodismo y activismo. Su intelecto brillante y presentación apasionada le ganó un amplio seguimiento entre los intelectuales conservadores en las décadas de 1960 y 1970, quienes lo promovieron individualmente y a través de la organización que él cofundó, la Unión Conservadora Americana, y a través de otras instituciones conservadoras modernas y grupos de pensamiento influenciados por él, incluyendo Fundación Heritage, el Intercollegiate Studies Institute y Young America's Foundation.

## Filosofía de la historia
El lugar más importante para comenzar a colocar a Meyer en contexto es su artículo "Civilización occidental: el problema de la libertad política", que cerró su "En defensa de la libertad y ensayos relacionados" de 1996. Como pensador en lo que F.A. Hayek llamara escuela filosófica "racionalista crítica", que es más empírica que el "racionalismo constructivista" del deductivismo "a priori", la comprensión de Meyer de la historia del mundo es fundamental para su filosofía. El argumento esencial de Meyer se basa explícitamente en el multivolumen "Orden e historia" del filósofo Eric Voegelin de que toda la historia del mundo hasta tiempos más modernos estaba compuesta de sociedades "cosmológicas" que unificaban toda la actividad social bajo un mito controlador que subsumía sociedad y Estado en un entendimiento común y monismo de poder. Meyer etiquetó a las sociedades como "estrechamente unificadas" en sus costumbres, cultura, economía, religión y gobierno suprimiendo todo entendimiento contradictorio.
Siguiendo a "La libertad en tiempos antiguos" de Lord Acton, Meyer encontró sólo dos "conmociones" históricas en las que esa unidad cosmológica se rompió incluso temporalmente. En Atenas, Sócrates utilizó su visión de la cueva para descubrir una realidad detrás de su realidad cosmológica interpretada por sus autoridades democráticas, que las desafió al ver las formas ideales como el verdadero depósito de la verdad más allá de los mitos de su cultura. La unidad fue desafiada tan fundamentalmente que la sociedad se volvió contra el profeta, lo mató y volvió a su unidad anterior. Abraham también rechazó la unidad cosmológica de Ur y reclamó un Dios que era independiente y más poderoso que su mito, que Moisés reforzó años después al rechazar la sociedad cosmológica egipcia para establecer una Jerusalén donde Los profetas también desafiarían al Estado y la sociedad, y Natán incluso obligaría al monarca a admitir el mal y a arrepentirse. Sin embargo, los representantes del poder estatal generalmente ignoraron o restringieron a los desafiantes y, en cualquier caso, un nuevo Estado cosmológico, Roma, puso fin a ambas conmociones y estableció una unidad cosmológica aún más fuerte.
César se convirtió en el "símbolo santificado del cosmos", en términos de Meyer, y llegó a dominar el mundo conocido. Casi lo mismo sucedió en China, India, Persia, América y el resto. Los tiempos modernos no rompieron la unidad hasta que una vocecita en el interior de Roma gritó: "Dad al César lo que es del César y a Dios lo que es de Dios". La Encarnación, el "destello de la eternidad en el tiempo", como lo denominó Meyer, cortó efectivamente la unidad por sus efectos concretos y demostró ser aún más empíricamente perdurable en Europa que César. Sin embargo, no creó una nueva unidad sino una "tensión". entre el poder empírico y un poder místico procedente de otro mundo pero energizando este mundo. En Europa hay "dos conjuntos de tensiones" de la iglesia y el Estado en disputa y luego se agregaron otras tensiones de ciudades, pueblos y haciendas que culminaron en una Carta Magna que exigió que ninguna fuerza unificara al resto, lo que creó las condiciones por la libertad bajo la ley acordada, en lugar de una única forma cosmológica impuesta por el estado.
La idea de dividir el poder para permitir la libertad dentro de su tradición se realizó solo parcialmente en la Europa medieval y luego fue desafiada fundamentalmente por el surgimiento de las monarquías y parlamentos nacionales, que reclamaban un derecho divino o popular, además de poder para reconstituirse en nuevas formas cosmológicas o utópicas para recuperar el sentido de orden y unidad prometido por el monismo. Antes de que la tensión fuera domesticada en Inglaterra, fue trasladada a América, donde fue protegida por su aislamiento colonial, permitiendo que la tensión y el equilibrio de poder entre la libertad y la tradición alcanzarán su cenit en la Constitución de Estados Unidos. Sin embargo, la tentación utópica de volver al capullo de la unidad cosmológica o radical sobrevivió incluso en Estados Unidos.
Si la reforma fue interna, a partir de Woodrow Wilson, o influencias más extranjeras, como Jean-Jacques Rousseau,  Hobbes y Niccolò Machiavelli, vieron la división del poder y la tradición que sostenía su tensión como los problemas sociales centrales de los tiempos modernos, con la tarea de reformar para eliminar los impedimentos a una unidad restaurada. Para Meyer, la tarea del conservadurismo (americano) era preservar la tensión de la tradición occidental para proteger la libertad humana, que era inherentemente pluralista.

## Libertad y tradición
En su libro más influyente, En defensa de la libertad, la libertad se definió en lo que Isaiah Berlin etiquetaría como términos "negativos" como la minimización del uso de la coerción por parte del Estado. Mientras que el utopismo de izquierda se consideraba la amenaza inmediata para la supervivencia de esta libertad, Meyer apuntó a un "nuevo conservadurismo" como el principal protagonista contra la libertad de la derecha en su época. Este nuevo conservadurismo veía a la sociedad como un organismo cuyo agente era el gobierno nacional y no los estados o entidades privadas. Los nuevos conservadores eran menos estatistas que la izquierda e incluso apoyaban retóricamente la libertad, pero era una libertad definida como un fin más que como un medio, con Meyer usando la definición de libertad positiva de 1955 de Clinton Rossiter en su "Conservadurismo en Estados Unidos" como su principal contraste.
Meyer argumentó que la virtud solo podía residir en el individuo. El Estado debería proteger la libertad pero dejar la virtud a los individuos. El derecho de los demás a la libertad debe ser respetado por el individuo incluso si el Estado no lo respeta. El Estado tiene solo tres funciones legítimas: policía, ejército y sistema legal, todo lo necesario para controlar la coacción, que es inmoral si no es restringida. Existe una obligación para con los demás, pero es individual, porque incluso el "Gran Mandamiento" se expresa en forma individual: Dios, el prójimo y uno mismo son cada individuo. La virtud es fundamental para la sociedad y la libertad debe equilibrarse con la responsabilidad, pero ambas tienen una forma inherentemente individual. Los valores forzados no pueden ser virtuosos. La cuestión de cómo preservar el orden moral es importante, pero requeriría "otro libro", que nunca escribió. Sin embargo, incluso cuando el Estado toma actos debidamente limitados para proteger la libertad, la tradición necesariamente dará forma a todas esas decisiones.
La libertad en sí misma no tiene un objetivo, un fin intrínseco. La libertad no es abstracta ni utópica como en los utilitaristas, que también hacen de la libertad un fin más que un medio. Una utopía de la libertad es una contradicción de términos. En una sociedad real, el orden tradicional y la libertad sólo pueden coexistir en tensión. Para conservar la esencialidad tanto de la libertad como de la tradición, la solución al dilema es "agarrarlo por los dos cuernos" La solución es una síntesis de ambos, incluso frente a aquellos como Leo Strauss quienes sostienen que tal síntesis no es posible ni siquiera lógica. Donald Devine ha argumentado que la síntesis de Meyer es un primer principio o axioma que es tan válido como el primer principio monista de Strauss y lo relaciona con la tradición filosófica del racionalismo crítico de Hayek y aquellos a los que se identifica con él como Aristóteles, Cicerón, Tomás de Aquino, Montesquieu , John Locke, Adam Smith y Lord Acton.

## Críticos tradicionalistas
El intento de síntesis de Meyer fue cuestionado por quienes representan ambas partes constituyentes. Los tradicionalistas fueron provocados por las declaraciones negativas de Meyer sobre dos de sus favoritos, Robert Nisbet y Russell Kirk, que Kirk correspondió llamándolo "un ideólogo de la libertad". Meyer identificó a Kirk como un estatista e irracionalista filosófico. Sin embargo, luego se refirió a ambos como pensadores "serios", una nota al pie de Meyer incluso admitió que Kirk "en los últimos años" había apoyado más la libertad, y calificó las opiniones de Kirk sobre la libertad en sí misma como "excelentes". Meyer también admitió que tanto Nisbet como Kirk deseaban principalmente solo el poder comunitario local en lugar de nacional o incluso estatal "en su mérito", pero incluso entonces podrían ser reprendidos por no comprender que la razón fundamental de la comunidad local es que el gobierno local se basa más en libertad.
El tradicionalista Rossiter en lugar de Kirk o Nesbit era el objetivo de Meyer. Meyer incluso admitió que los nuevos conservadores tenían razón en que la virtud es "el problema más importante". El problema fundamental fue que Rossiter insistió en una "libertad positiva" que cambió la libertad de un medio a un fin, al igual que los libertarios utilitarios. Contrariamente a la afirmación del filósofo católico Stanley Parry de que Meyer ni siquiera reconocía a la familia como una comunidad natural, Meyer llamó a la familia y al Estado "asociaciones necesarias". La familia era diferente de todas las demás instituciones, ya que los niños no eran personas de pleno derecho y, por lo tanto, requerían protección y derechos limitados. Argumentó que el estado en realidad había sido un obstáculo tanto para la virtud como para la familia en lugar de su campeón. En cuanto a la educación de los niños, antes del control estatal las escuelas enseñaban la virtud y las verdades de la civilización occidental y ahora no.
Compañero editor de  National Review   Brent Bozell criticó a Meyer por exigir una "libertad máxima" y por argumentar que la libertad es necesaria para actuar virtuosamente. Meyer no hizo ninguna afirmación. De hecho, escribió que la libertad total era imposible. No dijo que la libertad fuera necesaria para la virtud, sino solo que la virtud forzada no es virtuosa. Un acto forzado puede ser objetivamente virtuoso en algún sentido, pero no para el individuo que se ve obligado a actuar. La preocupación de Meyer era que darle al Estado el poder de definir la virtud es no tener ningún estándar para la virtud. Su definición cambiaría con cada cambio en la distribución de poder. No se puede dar al Estado la definición de virtud o no hay virtud, solo hay poder. En realidad, Bozell recomendó al final una política social basada en el principio moral de subsidiariedad, que no es tan diferente de la posición de Meyer.
Un artículo de Parry argumentó que la crítica libertaria de Meyer era correcta sobre el Estado y que la reforma necesitaba una revisión de la tradición una vez que la visión anterior había perdido su poder. La restauración pura sería reaccionaria e imposible una vez rota. La restauración requirió un nuevo "profeta" que tendría que convencer a la gente de adoptar libremente la revisión, no de depender de la fuerza, que simplemente no puede ser lo suficientemente inspiradora para un cambio sustancial. Es necesario tomar lo bueno de la tradición actual, quitar los abusos y proclamar la revisión como una tradición renovada, que debe convencer específicamente a los "miembros individuales de una multitud" para que una verdadera síntesis revitalice la sociedad.
A finales de la década de 1960, Meyer entabló un debate continuo sobre el estado de Abraham Lincoln con Harry V. Jaffa. Jaffa culpó a Meyer por culpar a Lincoln de la "destrucción de la autonomía de los estados". Meyer argumentó que los abusos de Lincoln de las libertades civiles y la expansión del poder del gobierno deberían convertirlo en un anatema para los conservadores, mientras que Jaffa defendió a Lincoln como en la tradición de los Padres Fundadores. La esclavitud, la segregación y los derechos civiles afroamericanos fueron vistos como el caso definitorio contra la relevancia del fusionismo en los tiempos modernos debido a la insistencia de Meyer y otros en ese momento en que los derechos de los estados se preserven incluso frente a estas demandas.
Harry V. Jaffa argumentó que ni la soberanía estatal ni nacional estaba claramente establecida en la Constitución, pero ningún presidente estadounidense de hecho ha operado bajo el supuesto de que el poder estatal era preeminente, dando a la Constitución una orientación nacionalista. Una vez en posición de actuar a nivel nacional, todos los presidentes han ejercido el poder nacional. Algunos de los presidentes citados actuaron a favor de los derechos de los estados, pero principalmente como funcionarios estatales o expresidentes que cuando estaban en el poder, como Thomas Jefferson o James Madison. Meyer respondió que, de hecho, los estados tenían poder e incluso provocaron una Guerra Civil, que fue etiquetada con más precisión como una guerra entre los estados.
Meyer argumentó que el poder nacional limitado, la autonomía estatal y el descentralismo eran la esencia de la Constitución en lo que respecta al gobierno. Lord Acton consideró el federalismo como la contribución única de Estados Unidos a la comprensión histórica de la libertad. Ciertamente, esa fuerza se ha atrofiado con el tiempo e incluso Meyer concedió algunos límites de la 14.ª Enmienda a las acciones estatales. Pero mantuvo con el editor de National Review James Burnham que los Tribunales Federales no eran supremos. La separación de poderes era la esencia de la Constitución, que incluía en gran medida a los estados cuyos controles y contrapesos aún estaban vivos en su día en la anulación estatal efectiva, aunque parcial, de los casos y leyes de los tribunales nacionales.

## Críticos libertarios
Ronald Hamowy argumentó que la síntesis de Meyer no puede sostenerse porque había una diferencia fundamental entre el liberalismo clásico que promovía los mercados y la libertad y un conservadurismo tradicionalista que lo resistía. Pero esa opinión fue refutada históricamente por el hecho de que la primera revolución industrial comenzó en Clairvaux en 1115 con una agricultura más científica y una maquinaria hidráulica avanzada, comenzando el capitalismo en una sociedad fundamentalmente tradicional e incluso feudal como dice Murray Rothbard. Meyer consideró a Rothbard favorablemente por su reconocimiento de la importancia de la tradición en el razonamiento, especialmente por su apoyo a Santo Tomás de Aquino y su opinión de que el "odio" de la Ilustración por la Iglesia católica medieval debilitó la libertad. Rothbard solo fue criticado por ser demasiado pesimista en su visión de los tribunales como el "poder final" en comparación con la opinión de Meyer de que la separación de poderes no dejaba a una rama a cargo y que cada una tiene poder contra las demás, incluidos el Congreso y los estados contra la ley, los tribunales nacionales.
Rothbard, de hecho, argumentó que el fusionismo de Meyer era en realidad el libertarismo de derechos naturales (derecho natural-rama de derechos naturales del pensamiento libertario) que el mismo Rothbard y otros libertarios siguieron. El argumento de Rothbard fue que Meyer era simplemente un libertario y no un sintetizador, alguien que estaba algo confundido acerca de la naturaleza de la tradición, que no es más que "sentido común". Rothbard insistió en que la moralidad ya era parte del libertarismo tal como él lo entendía, el "ala de derechos naturales aristotélica-lockeana", como él la denominó, en oposición al "ala utilitarista-emotivista-hedonista".
El periodista libertario Ryan Sager en 2007 El elefante en la habitación: evangélicos, libertarios y la batalla por el alma del Partido Republicano revisó favorablemente el trabajo de Meyer y pidió un renacimiento de principios del fusionismo de Meyer para salvar al asediado partido después de sus derrotas electorales.

## Influencia en Ronald Reagan
Cuando Ronald Reagan asumió el pináculo del poder de la presidencia en 1981, en su primer discurso ante una audiencia de sus aliados conservadores en Washington, les recordó sus raíces. Después de enumerar "líderes intelectuales como Russell Kirk, Friedrich Hayek, Henry Hazlitt, Milton Friedman, James Burnham y Ludwig von Mises" como los que "dieron forma a gran parte de nuestros pensamientos ", discutió extensamente sólo una de estas influencias.

Es especialmente difícil de creer que fue hace solo una década, en un frío día de abril en una pequeña colina en el norte del estado de Nueva York, que otro de estos grandes pensadores, Frank Meyer, fue enterrado. Realizó el horrible viaje que muchos otros habían hecho: se liberó de las garras del "Dios [comunista] que fracasó", y luego, en sus escritos, formó una nueva y vigorosa síntesis del pensamiento tradicional y libertario, una síntesis que hoy es reconocida por muchos como conservadurismo moderno.

Como lo recordó, el nuevo presidente esbozó las ideas sintetizadas por Meyer como los principios que motivaron este nuevo movimiento conservador.

Fue Frank Meyer quien nos recordó que el fuerte individualismo de la experiencia americana era parte de la corriente más profunda del aprendizaje y la cultura occidentales. Señaló que el respeto por la ley, el aprecio por la tradición y el respeto por el consenso social que da estabilidad a nuestras instituciones públicas y privadas, estas ideas civilizadas aún deben motivarnos incluso mientras buscamos una nueva prosperidad económica basada en la reducción de la interferencia del gobierno en el mercado. Nuestras metas se complementan entre sí. No estamos recortando el presupuesto simplemente en aras de una gestión financiera más sólida. Este es solo un primer paso hacia la devolución del poder a los estados [federados] y las comunidades, solo un primer paso hacia el reordenamiento de la relación entre los ciudadanos y el gobierno. Podemos hacer que el gobierno responda nuevamente a la gente reduciendo su tamaño y alcance y, por lo tanto, garantizando que sus funciones legítimas se desempeñen de manera eficiente y justa.

La esencia de esta síntesis fusionista fue "recortar el tamaño y alcance" del gobierno nacional y "devolver el poder a los estados y comunidades" para permitir que el tradicional "consenso social", su "individualismo robusto" y el libre mercado restauren la prosperidad y vitalidad cívica. Ronald Reagan llevó la idea de Meyer de esta síntesis occidental al gobierno y pudo reclamar cierto éxito en traducirla en poder.

## Obras
- The Moulding of Communists: the training of the Communist cadre, New York: Harcourt, Brace, 1961.
- In Defense of Freedom: A Conservative Credo, Chicago: Henry Regnery, 1962
- Left, Right and Center: Essays on Liberalism and Conservatism in the United States, ed. by Robert Goldwin, Frank Meyer, et al., Chicago: Rand, McNally, 1965
- The Conservative Mainstream, New Rochelle: Arlington House, 1969.